# Jornada Mundial de la Juventud 2019
La XXXIV edición de la Jornada Mundial de la Juventud de la Iglesia católica se realizó en Panamá del 22 al 27 de enero de 2019. Fue la tercera JMJ que tuvo lugar en América Latina, después de Buenos Aires 1987 y Río de Janeiro 2013. 
La sede fue anunciada por el Papa Francisco al finalizar el acto de la Jornada Mundial de la Juventud de Cracovia 2016 el 31 de julio de 2016. El Cardenal Farrell afirmó que se realizaría en enero de 2019, debido a que en julio y agosto las lluvias son torrenciales, que pueden durar todos los días de la jornada. Los eventos centrales de la jornada se realizaron en la Cinta Costera uno, después de ser consultado a las Conferencias Episcopales del mundo, y el sitio fue elegido por ser el más adecuado y parecido a los sitios de jornadas anteriores.

## Preparativos

### Anuncio
El anuncio fue hecho por el papa Francisco en la misa de envío de la Jornada Mundial de la Juventud en Cracovia, el 31 de julio de 2016, en la que se encontraba el presidente de Panamá, Juan Carlos Varela. Este había acudido a las dos jornadas anteriores en calidad de peregrino. El papa Francisco saludó al presidente y a su esposa luego del anuncio e invitó a los obispos panameños a pasar en frente. 
El papa Francisco también dijo que no sabe si estará en esta jornada como sucesor de Pedro: «Yo no sé si estaré en Panamá, pero Pedro estará [···]».

### Tema
«He aquí la sierva del Señor; hágase en mí según tu palabra” (Lc 1,38), fue el tema de la jornada, el cual fue anunciado el 22 de noviembre de 2016, y tiene como principales ejes a la Virgen María y la Vocación, además de ser el culmen de las temáticas de las jornadas de 2017 y 2018. También coincide con los resultados de la XV Asamblea General Ordinaria del sínodo de los Obispos sobre la juventud, la fe y el discernimiento vocacional, que se realizó en octubre del 2018.

### Logo e himno

#### Logo
El 14 de mayo de 2017 se reveló el logo de la JMJ de 2019, durante la XLVII Cita Eucarística. El diseño fue elegido entre 103 propuestas presentadas a la arquidiócesis de Panamá, en un concurso que tuvo como ganadora a Ámbar Calvo, estudiante de arquitectura. Aparece el Canal de Panamá como símbolo del camino que los peregrinos recorren hasta Jesús guiados por María. También aparece la cruz del peregrino. Los puntos significan dos cosas: son la corona de la Virgen, pero también los peregrinos que van en camino hacia la jornada desde los 5 continentes.

#### Himno
Al igual que el logo, la creación y edición del himno oficial fue sometido a un concurso, donde varias propuestas fueron presentadas a la arquidiócesis de Panamá, que tuvo como ganador a Abdiel Jiménez de la Parroquia Cristo Resucitado de Victoriano Lorenzo en San Miguelito, cuyo guía espiritual es el Padre Roger Montenegro y su catequista la Profesora Lethy Vidal. El 3 de julio durante la XLVII Cena de Pan y Vino que se realizó en el Centro de Convenciones ATLAPA, fue presentado ante cerca de 3000 personas, junto con la presencia de los obispos panameños y el presidente Juan Carlos Varela. El arzobispo de Panamá, José Domingo Ulloa Mendieta, manifestó que “este himno expresa la misión a la que estamos llamados como discípulos y misioneros en estos tiempos, a ejemplo de la Virgen María”.
Monedas conmemorativas a la JMJ
El Ministerio de Economía y Finanzas (MEF), declaró que a partir del 8 de octubre del 2018, circularán monedas a la Jornada Mundial de la Juventud (JMJ), dando continuidad a la normativa de la ley 78 de 2017 que aprobó monedas de circulación, referentes al histórico evento que se efectuará en Panamá en enero de 2019.

### Patrones e intercesores

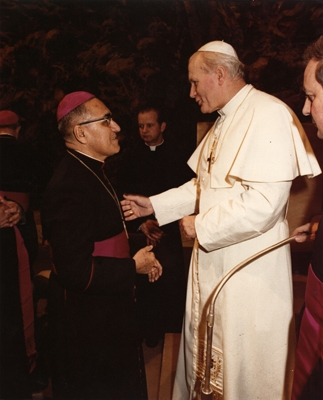
San Óscar Romero junto a San Juan Pablo II, santos de la JMJ 2019

- San Óscar Arnulfo Romero: "Pastor bueno, lleno de amor de Dios y cercano a sus hermanos".[10]
- Santa María la Antigua (Patrona de Panamá).[11]
- San José Sánchez del Río (Mártir cristero).
- San Juan Diego (Mensajero de la Virgen de Guadalupe).
- Beata Sor María Romero Meneses (Religiosa de las hijas de María Auxiliadora. Fundadora de obras sociales para los más necesitados).
- San Juan Bosco (Patrono de la juventud).
- San Juan Pablo II (Iniciador de la JMJ).
- San Martín de Porres (Dominico. Primer santo mulato de América).
- Santa Rosa de Lima (Mística. Primera santa de América).

## Días en las diócesies
En una reunión entre los responsables de la organización del evento y la Iglesia de Costa Rica se dio a conocer que todas las diócesis del país costarricense recibirian a miles de peregrinos una semana antes de la Jornada Mundial de la Juventud Panamá 2019, para participar del programa especial denominado «Días en las Diócesis» o «Pre-Jornada».
De igual manera las diócesis de Nicaragua iba a acoger a parte de los peregrinos durante los Días en las diócesis. Pero el 27 de julio de 2018 por medio de un comunicado de prensa de la arquidiócesis de Panamá se dio a conocer que la Iglesia Nicaragüense se retiraba de la organización de Días en las diócesis debido a las protestas en Nicaragua que habían dejado cientos de heridos y fallecidos.
En total fueron 13 diócesis y arquidiócesis que acogieron los días previos a la jornada:
- Las 5 diócesis panameñas (Chitré, Santiago, Colon y Kuna Yala, David y Penonomé)

- Las 8 diócesis de Costa Rica: arquidiócesis de San José, diócesis de Alajuela, San Isidro de El General, Tilarán, Limón, Ciudad Quesada, Puntarenas y Cartago.

## Desarrollo del evento

### Martes 22 de enero: Misa de Apertura
Con la Misa Campal, el arzobispo de Panamá, Mons. José Domingo Ulloa, dio apertura a la Jornada Mundial de la Juventud, en el llamado campo de Santa María de la Antigua, ubicado en la Cinta Costera de Panamá. Este evento contó con la presencia de 75 mil asistentes, según datos del Comité Organizador Local (COL). El arzobispo agradeció a los peregrinos presentes en la ceremonia y agradeció al Papa Francisco la oportunidad de organizar este evento.

### Miércoles 23 de enero: Llegada del Papa
A las 4:16 p. m., hora local, el avión papal, Pastor Uno de Alitalia, aterrizó en el Aeropuerto Internacional de Tocumen, el Papa Francisco fue recibido por el presidente de Panamá, la primera dama, y demás autoridades civiles, junto con los obispos de la Conferencia Episcopal Panameña, además de cientos de personas dentro del aeropuerto. El acto de bienvenida estuvo amenizado con bailes autóctonos y música de la región, A cargo de la Banda Republicana y de la Banda de Música la Primavera de Veraguas. A continuación, el papa hizo un recorrido por las diferentes calles de Panamá rumbo a la Nunciatura.

### Jueves 24 de enero: Ceremonia de acogida al Papa Francisco
Después de los actos oficiales de bienvenida por parte del presidente de Panamá, y la reunión con los obispos de Centroamérica. El papa Francisco llegó al campo de Santa María la Antigua y luego de un recorrido por la Cinta Costera en el papamóvil, inició la ceremonia de bienvenida con el himno de la jornada. El papa Francisco hizo su ingreso a la tarima principal junto con 5 jóvenes de cada uno de los continentes. A continuación, los jóvenes agradecieron la venida del papa a Panamá en distintos idiomas. El acto continuó con diversas presentaciones artísticas y culturales. San Juan Pablo II, San Juan Diego, San Martín de Porres, Santa Rosa de Lima, San Juan Bosco, San José Sánchez del Río y San Óscar Romero, fueron presentados como los patronos de la jornada. A continuación, el papa Francisco ofreció un discurso a los presentes.

### Viernes 25 de enero: misa en el centro de cumplimiento de menores y vía crucis
El Papa celebró la liturgia penitencial con jóvenes privados de libertad en el "Centro de Cumplimiento de Menores Las Garzas" de Pacora. Por la tarde se reunió en el Campo Santa María, La Antigua en la Cinta Costera presidiendo el Vía Crucis con la participación de unos 500 000 jóvenes y al final de los cuales les dio una meditación.

### Sábado 26 de enero: vigilia de adoración
El sábado por la mañana, el Papa Francisco celebró la misa con el fin de consagrar el altar de la Basílica Catedral de Santa María la Antigua con sacerdotes, personas consagradas y movimientos laicos. A partir de la tarde, el Pontífice presidió la vigilia de oración y la adoración eucarística con la participación de más de 800 000 jóvenes en el Campo San Juan Pablo II-Metro Park.

### Domingo 27 de enero: Misa campal y Ceremonia de clausura
A las 8:00 de la mañana, se realizó en METRO PARK (Campo Juan Pablo II) la misa campal, con los mismos espectadores, allí se publicó la sede de la siguiente edición, el cual tendrá lugar en Lisboa, la capital portuguesa. Más tarde se dirigió al Hogar "El Buen Samaritano", hablando con los jóvenes que padecían de SIDA, finalmente a las 4:00 de la tarde en el estadio 
Rommel Fernández, dio su último discurso con los voluntarios de la Jornada Mundial de la Juventud. 
A las 5:30 de la tarde, Ya en la Terminal 2 del Aeropuerto Internacional de Tocumen, se dio la ceremonia de despedida, y a las 6:28 de la tarde (EST), despegó el vuelo Avianca 162, quién lo llevó de vuelta al Aeropuerto de Roma-Ciampino, quien llegó el lunes 28 de enero, a las 5:12 AM, (hora panameña)- 11:12 (hora CET, Roma, Italia).